# 格林福里斯特 (阿肯色州)
格林福里斯特（英語：Green Forest）是一個位於美國阿肯色州卡羅爾縣的城市。根據2020年美國人口普查，該地人口為2972人，而該地的面積約為6.38平方千米。

## 地理
格林福里斯特的座標為36°20′06″N 93°25′58″W / 36.33500°N 93.43278°W，而該地的平均海拔高度為408米（即1339英尺）。